# Kohunlich

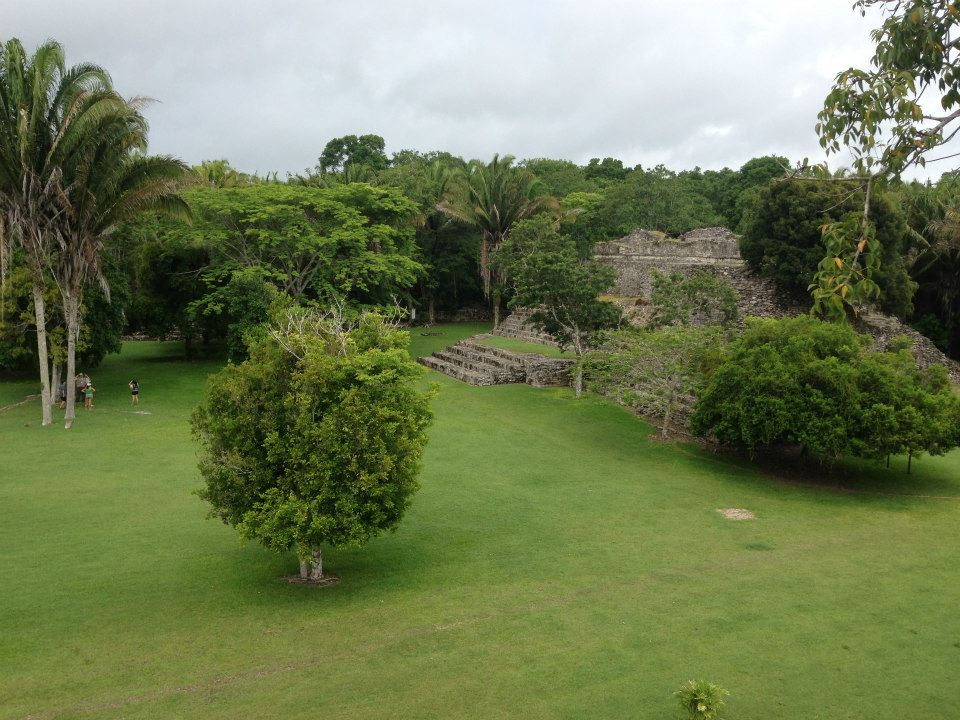
Zona arqueològica de Kohunlich

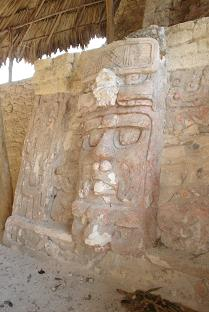
Mascaró esculpit en pedra.

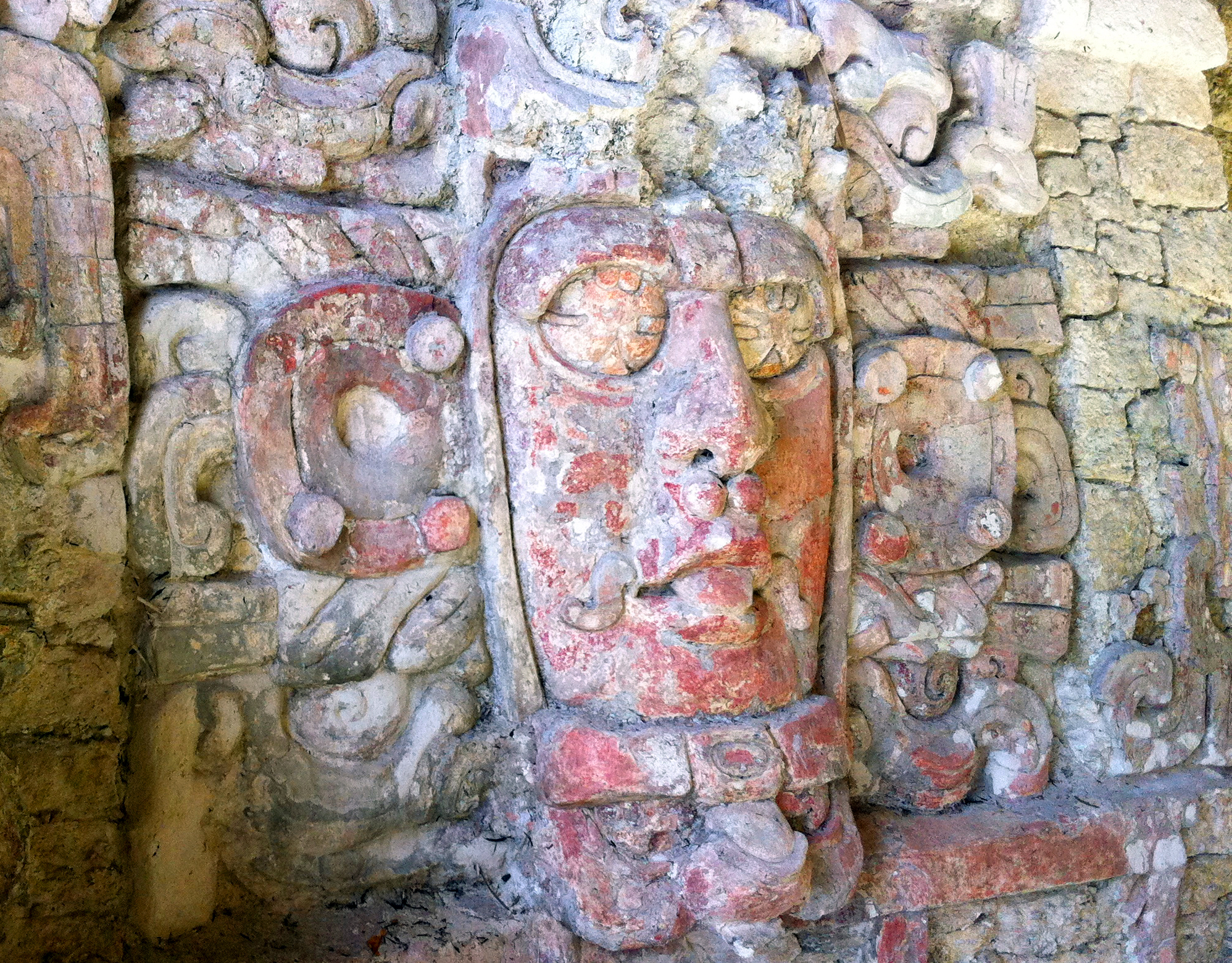
Mascaró de l'edifici A-1

Kohunlich és el nom d'una ciutat i centre cerimonial maies, que se situa a uns 65 quilòmetres de Chetumal, Quintana Rosego, a la regió de Riu Bec, molt a prop de la frontera entre Mèxic i Belize.

## El complex
El complex de Kohunlich comprèn prop de 85.000 metres quadrats envoltats de bosc tropical. El traçat dels edificis i les restes de canalitzacions d'aigua i cisternes fan suposar que Kohunlich era una ciutat important. Entre les runes, també s'hi troben prop de 200 monticles, la majoria encara sense excavar i coberts de vegetació.
La informació arqueològica disponible fa suposar que la ciutat va ser fundada pels volts del 200 a.C., encara que la majoria de les construccions més significatives van ser elaborades entre l'any 250 i 600 d.C., durant el Període Clàssic Mesoamericà. També pot suposar-se que Kohunlich representava un punt d'enllaç del comerç entre les ciutats de la Península de Yucatán i d'altres d'Amèrica Central.
L'Edifici A-1, també anomenat "dels Mascarons", és un dels més visitats perquè té relleus monumentals d'estuc que encara conserven la pintura vermella que cobria tot el temple, el qual va ser erigit cap a l'any 500 d.C. i que segueix el mateix estil d'altres jaciments de la zona de Petén.
El nom original de la ciutat es desconeix. El nom Kohunlich prové de l'anglès Cohune Ridge ("Carena de Palmeres"), ja que la zona és plena de palmeres oleaginoses endèmiques de la zona. Quan el 1912 l'arqueòleg Raymond Merwin va començar les tasques arqueològiques, la zona rebia el nom de Clarksville.